# David Trobisch
David Johannes Trobisch (1958) è un biblista statunitense il cui lavoro si è concentrato sulla formazione della Bibbia cristiana, antichi manoscritti del Nuovo Testamento e le Epistole di Paolo.
Lo storico dell'arte Noah Charney descrive Trobisch come "un eminente accademico liberale".

## Biografia
Trobisch ha insegnato all'Università di Heidelberg, alla Yale Divinity School e al Bangor Theological Seminary, dove è stato Throckmorton-Hayes Professore di Lingua e Letteratura del Nuovo Testamento dal 2000 al 2009. Dal 2014 è direttore della Green Collection, Oklahoma City, Oklahoma.
Trobisch è cresciuto in Camerun, dove i suoi genitori hanno servito come missionari luterani.
Trobisch divide il suo tempo tra la Germania, dove vivono sua moglie, suo figlio e due nipoti, e una casa a Springfield, nel Missouri. Quando negli Stati Uniti, si considera parte della Chiesa evangelica luterana in America.

## Opere pubblicate
- (DE) David Trobisch, Die Entstehung der Paulusbriefsammlung: Studien zu den Anfängen christlicher Publizistik, vol. 10, Freiburg, Schweiz: Universitätsverlag; Göttingen: Vandenhoeck & Ruprecht, 1989, ISBN 9783525539118, OCLC 20542167.
- (EN) David Trobisch, Paul's letter collection : tracing the origins, Minneapolis: Fortress Press, 1994, ISBN 9780800625979, OCLC 30036741.
- (DE) David Trobisch, Die Endredaktion des Neuen Testaments: eine Untersuchung zur Entstehung der christlichen Bibel, vol. 31, Fribourg: Universitätsverlag; Göttingen: Vandenhoeck & Ruprecht, 1996, ISBN 3-7278-1075-0, OCLC 467576020.
- (EN) David Trobisch, The First Edition of the New Testament, New York: Oxford University Press, 2000, DOI:10.1093/acprof:oso/9780195112405.001.0001, ISBN 978-0-195-11240-5, OCLC 827708997.
- (EN) Richard F Ward e David Trobisch, Bringing the Word to life : engaging the New Testament through performing it, Grand Rapids, Michigan: William B. Eerdmans Publishing Company, 2013, ISBN 9781467437646, OCLC 871069009.